# Greta Thunberg
Greta Tintin Eleonora Ernman Thunberg (sinh ngày 3 tháng 1 năm 2003) là một nhà hoạt động môi trường người Thụy Điển về biến đổi khí hậu, chiến dịch của cô đã đạt được sự công nhận quốc tế. Thunberg được biết tới với lối phát biểu thẳng thắn, cả trong công chúng và tới những nhà lãnh đạo chính trị và những cuộc họp, trong đó cô thúc giục hành động ngay lập tức để giải quyết vấn đề mà cô miêu tả như là khủng hoảng khí hậu.
Thunberg lần đầu được biết tới vì những hoạt động tích cực của cô trong tháng 8 năm 2018 khi mới 15 tuổi, cô đã bắt đầu nghỉ học để biểu tình bên ngoài Nghị viện Thụy Điển để kêu gọi cho hoạt động mạnh mẽ hơn lên sự nóng lên toàn cầu bằng cách giơ cao một biển với nội dung: Bãi khóa vì môi trường (nguyên văn tiếng Anh: "School strike for the climate"). Chẳng bao lâu, những học sinh khác cũng tham gia vào những cuộc biểu tình tương tự trong những cộng đồng của họ. Cùng nhau, họ đã tổ chức một hoạt động đình công khí hậu trường học dưới tên Thứ 6 cho tương lai. Sau đó Thunberg đã diễn thuyết tại Hội nghị biến đổi khí hậu Liên hợp quốc 2018, những cuộc đình công học sinh xảy ra mỗi tuần ở nơi nào đó trên thế giới. Năm 2019, có ít nhất hai cuộc biểu tình phối hợp đa thành phố liên quan đến hơn một triệu sinh viên mỗi nơi. Ở nhà, Thunberg đã thuyết phục cha mẹ cô áp dụng một số lựa chọn lối sống để giảm lượng khí thải carbon của chính họ, bao gồm từ bỏ việc đi máy bay và không ăn thịt.
Sự đột ngột nổi tiếng khắp thế giới đã làm cô thành một người lãnh đạo và mục tiêu chỉ trích. Tháng 5 năm 2019, Thunberg được dành vai trò nổi bật trên bìa tạp chí Time, gọi tên cô là thế hệ lãnh đạo tiếp theo và đã lưu ý rằng nhiều người coi cô như một vai trò hình mẫu. Thunberg và hoạt động đình công học đường cũng dành vai trò nổi bật cho trong 30 phút phim tư liệu Vice tựa đề Make the World Greta Again. Một vài phương tiện truyền thông đã miêu tả ảnh hưởng của cô trên sân khấu thế giới như là Ảnh hưởng Greta Thunberg. Thunberg đã nhận rất nhiều vinh dự và giải thưởng, bao gồm học bổng của Royal Scottish Geographical Society, và trong 2019, tạp chí Time xướng danh của cô là 1 trong 100 người ảnh hưởng nhất. Trong tháng 9 năm 2019, cô đã diễn thuyết tại hội nghị thượng đỉnh hành động môi trường LHQ ở NewYork. Thunberg cũng được đề cử cho giải Nobel hòa bình năm 2019.

## Tiểu sử
Thunberg sinh ngày 3 tháng 1 năm 2003 ở Stockholm, Thụy Điển. Mẹ cô là Malena Ernman, một ca sĩ opera người Thụy Điển. Cha cô là Svante Thunberg, một diễn viên được đặt theo tên của Svante Arrhenius, một người trong họ nội của cô đã giành giải Nobel hóa học vì tính toán ảnh hưởng của khí nhà kính trong khí quyển. Ông nội của cô là một diễn viên và chủ nhiệm phim Olof Thunberg.
Thunberg nói rằng cô lần đầu nghe về biến đổi khí hậu năm 2011, khi cô 8 tuổi, và không thể hiểu tại sao quá giải pháp được thực hiện để xử lý. Ba năm sau, cô đã trở nên chán nản, buồn phiền và đã dừng nói cũng như ăn uống và cuối cùng được chẩn đoán với hội chứng Asperger, OCD và câm. Chẩn đoán Asperger đã được công bố toàn quốc bởi mẹ cô vào tháng 5/2015, để giúp những gia đình khác cũng gặp trường hợp tương tự, như cô đã nói. Trong khi thừa nhận rằng chẩn đoán của cô đã giới hạn tôi trước đó, cô không coi Asperger của cô như một căn bệnh và thay vào đã gọi nó là siêu năng lực của cô.
Trong khoảng 2 năm, Thunberg đã thử thách bố mẹ cô để hạ lượng khí thải carbon của gia đình và nói chung tác động lên môi trường bằng cách trở thành người ăn chay(vegan), tái sử dụng vật liệu phế thải upcycling), và từ bỏ việc đi máy bay (giving up flying). Cô đã nói cô cố cho xem đồ thị và dữ liệu của họ, nhưng khi mà đã không làm việc, cô cảnh báo gia đình cô rằng họ đang đánh cắp tương lai của cô. Từ bỏ đi máy bay phần nào nghĩa là mẹ cô phải từ bỏ sự nghiệp quốc tế như một ca sĩ opera. Thunberg tin rằng cuối cùng bố mẹ cô hưởng ứng và lối sống thay đổi với việc cho hi vọng của cô và tin rằng cô có thể làm một sự khác biệt. Câu chuyện gia đình được thuật lại trong năm 2018 tựa sách có tựa đề Scenes from the Heart.

## Cuộc bãi khóa của sinh viên vì biến đổi khí hậu

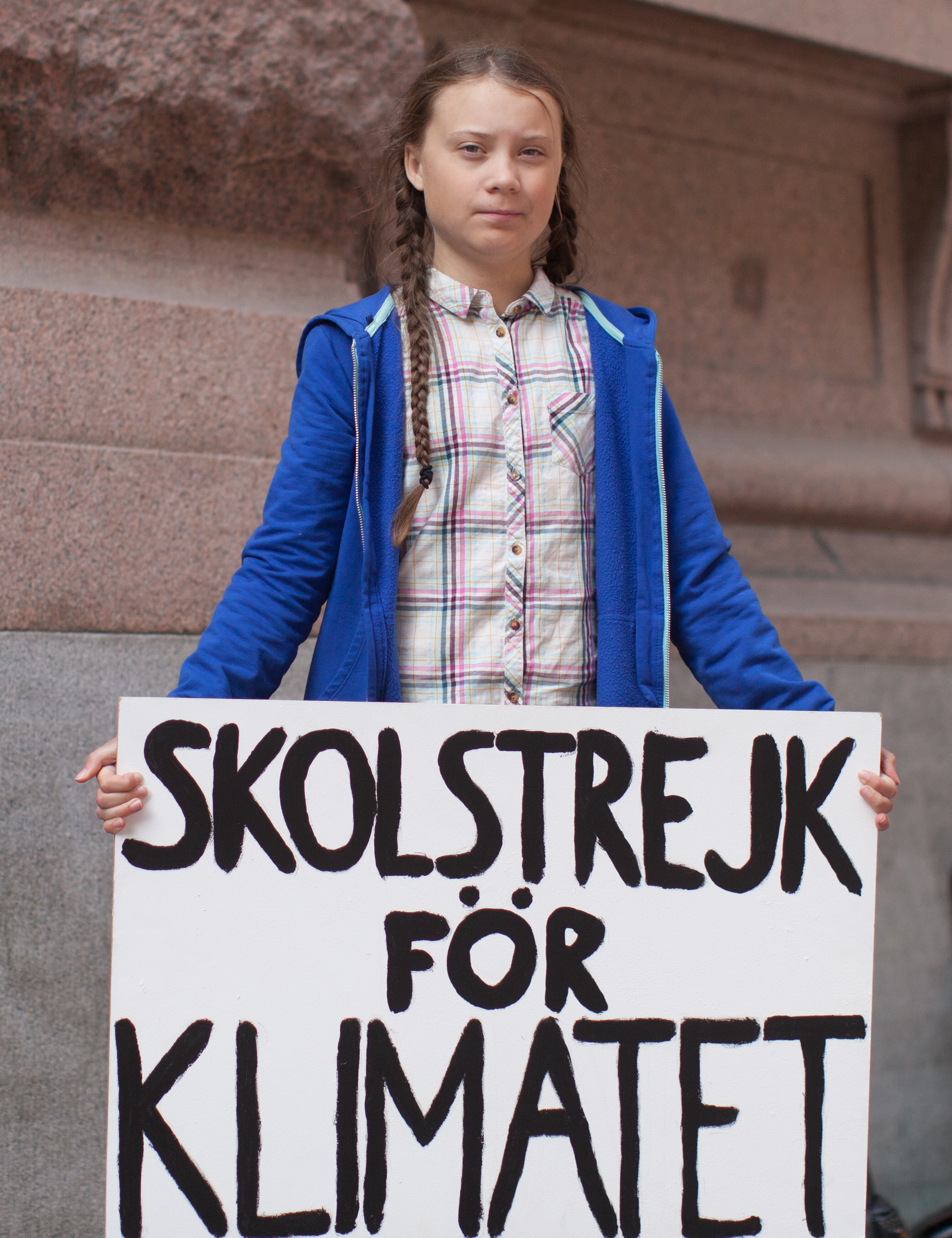
Greta Thunberg trước tòa nhà quốc hội Thụy Điển tại Stockholm, tháng 8 năm 2018, đang giữ tấm biển ghi rằngĐình công trường học cho khí hậu.

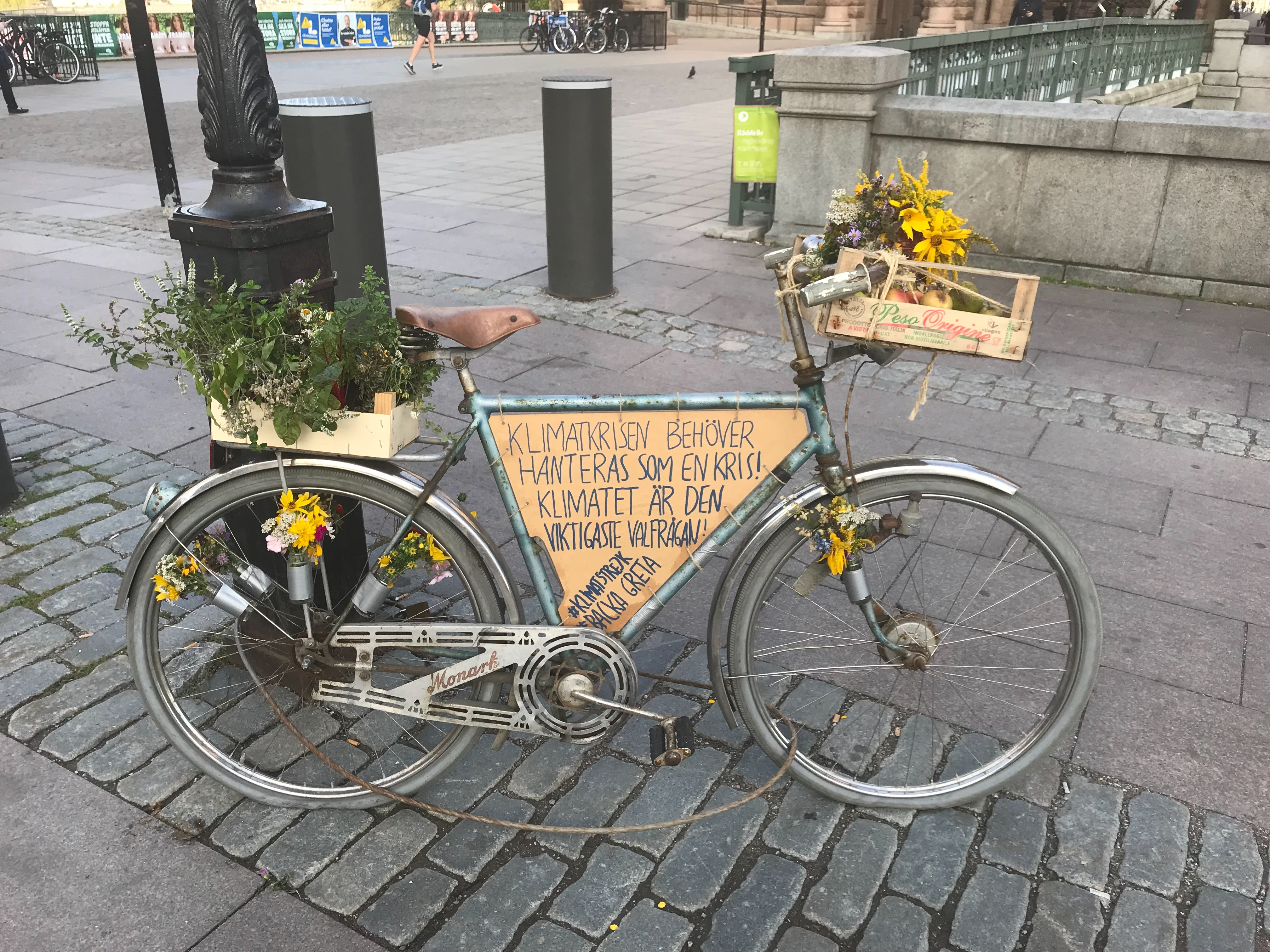
Xe đạp của Greta Thunberg tại Stockholm vào ngày 11 tháng 9 năm 2018: " Biến đổi khí hậu phải được coi là một cuộc khủng hoảng! Khí hậu là vấn đề bầu cử quan trọng nhất! "

Vào ngày 20 tháng 8 năm 2018, Thunberg, khi đó đang học lớp chín, đã quyết định không đến trường cho đến cuộc tổng tuyển cử Thụy Điển 2018 vào ngày 9 tháng 9 sau những đợt nắng nóng và cháy rừng ở Thụy Điển. Yêu cầu của cô là chính phủ Thụy Điển giảm lượng khí thải carbon theo Thỏa thuận Paris, và cô đã phản đối bằng cách ngồi bên ngoài Riksdag hàng ngày trong giờ học với tấm biển đề Skolstrejk för klimatet (bãi khóa vì khí hậu). 

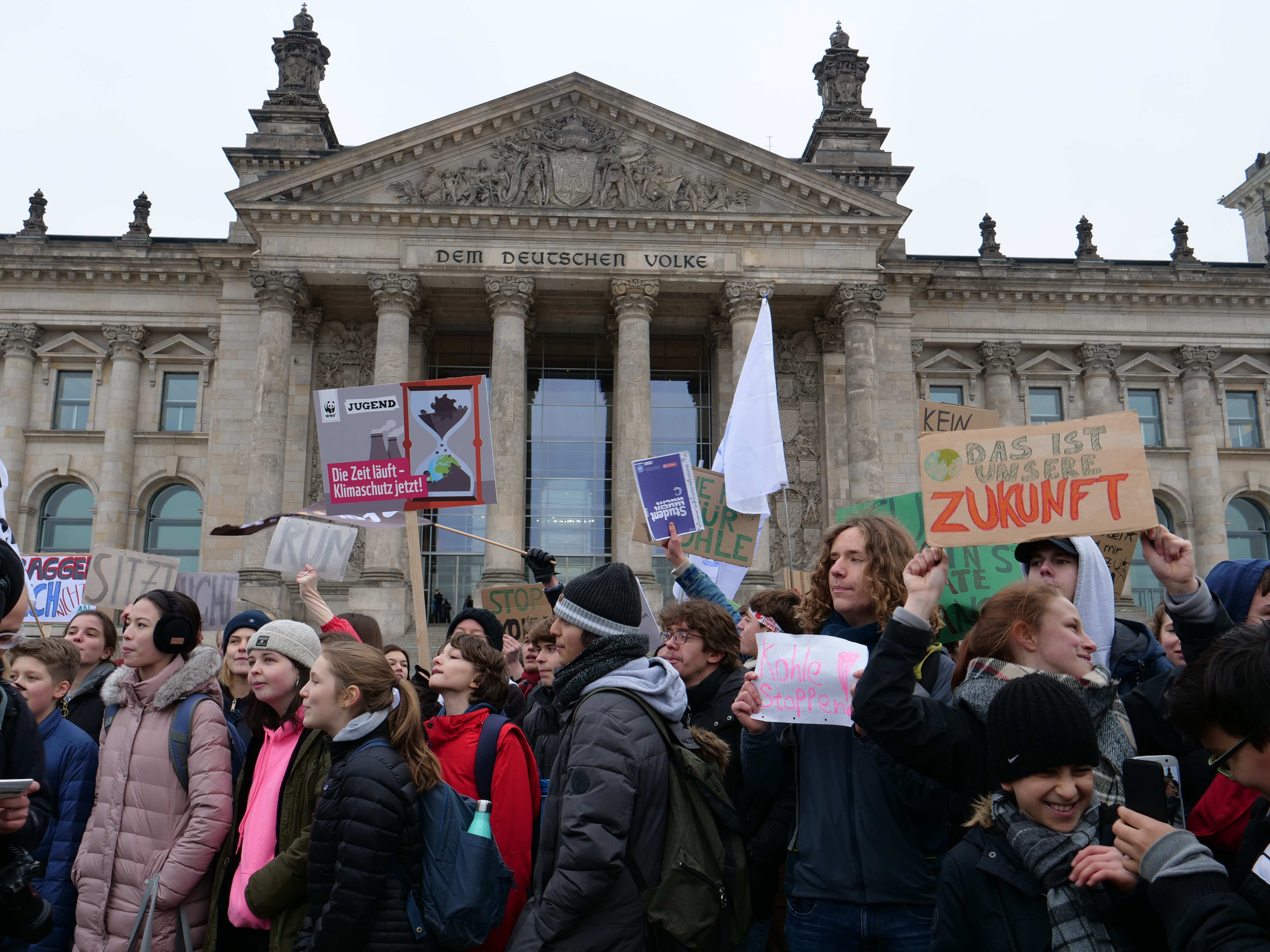
Cuộc đình công của sinh viên vì biến đổi khí hậu (Berlin).

Sau cuộc tổng tuyển cử, cô tiếp tục chỉ bãi khóa vào thứ Sáu, thu hút sự chú ý trên toàn thế giới. Cô đã truyền cảm hứng cho học sinh trên toàn cầu tham gia vào các cuộc bãi khóa của học sinh. Tính đến tháng 12 năm 2018, hơn 20.000 sinh viên đã tổ chức bãi khóa tại ít nhất 270 thành phố tại các quốc gia bao gồm Úc, Áo, Canada, Bỉ, Hà Lan, Đức, Phần Lan, Đan Mạch, Nhật Bản, Thụy Sĩ, Vương quốc Anh và Hoa Kỳ. Ở Úc, hàng ngàn học sinh đã được Thunberg truyền cảm hứng để biểu tình vào thứ Sáu, phớt lờ những bình luận của Thủ tướng Úc Scott Morrison về "học nhiều hơn ở trường và ít hoạt động hơn".

## Hoạt động khác
Thunberg đã tham gia cuộc biểu tình Rise for Climate bên ngoài Nghị viện châu Âu tại Brussels và Tuyên ngôn nổi loạn được tổ chức bởi cuộc nổi loạn tuyệt chủng ở Luân Đôn.
Vào ngày 24 tháng 11 năm 2018, cô đã phát biểu tại TEDxStockholm. Cô nói về chứng tự kỷ như một cách giải thích tại sao cô không thể hiểu được sự không hành động của các chính phủ và công dân về mối đe dọa khí hậu. Về phần kết luận của bài nói chuyện của mình, Thunberg nói: "Chúng ta đã có ba mươi năm nói chuyện và bán những ý tưởng tích cực. Và tôi xin lỗi, nhưng nó không có tác dụng. Bởi vì nếu có, khí thải sẽ biến mất bây giờ họ không có gì cả."

Vào ngày 4 tháng 12 năm 2018, Thunberg đã đề cập đến hội nghị thượng đỉnh về biến đổi khí hậu của Liên Hợp Quốc COP24. Vào ngày 12 tháng 12 năm 2018, Thunberg một lần nữa đề cập đến hội nghị toàn thể COP24, nêu rõ:
"Các vị chỉ nói về một sự tăng trưởng kinh tế vĩnh cửu xanh bởi vì các vị quá sợ hãi vì không được ưa chuộng. Các vị chỉ nói về việc tiến về phía trước với cùng những ý tưởng tồi tệ đã đưa chúng ta vào mớ hỗn độn này, ngay cả khi điều hợp lý duy nhất cần làm là kéo phanh khẩn cấp. Các vị không đủ chín chắn để nói với nó như đúng thực chất của nó. Thậm chí gánh nặng đó các vị để lại cho chúng tôi."

Tháng 8 năm 2019, cô dùng thuyền công nghệ cao, không khí thải và đi từ Anh đến cảng New York, Mỹ trong chuyến hải trình kéo dài 14 ngày để tham dự một hội nghị khí hậu của Liên Hợp Quốc.

## Giải thưởng và danh hiệu
Thunberg là một trong những người chiến thắng trong cuộc thi viết bài tranh luận của Svenska Dagbladet về khí hậu cho giới trẻ vào tháng 5 năm 2018. Trong giải thưởng của Quỹ thiên nhiên thế giới, người hùng môi trường trẻ của năm 2018, Thunberg là một trong ba người được đề cử. Thunberg đã được đề cử cho công ty điện lực Giải thưởng Telge Energi dành cho trẻ em và thanh thiếu niên thúc đẩy sự phát triển bền vững, Giải thưởng khí hậu của trẻ em, nhưng đã từ chối vì những người vào chung kết sẽ phải đi máy bay đến Stockholm. Vào tháng 11 năm 2018, cô đã được trao học bổng Fryshuset Hình mẫu trẻ của năm. Vào tháng 12 năm 2018, tạp chí Time đã bầu chọn Thunberg là một trong 25 thanh thiếu niên có ảnh hưởng nhất thế giới.